# Santa Lucia del Mela
Santa Lucia del Mela – miejscowość i gmina we Włoszech, w regionie Sycylia, w prowincji Mesyna.

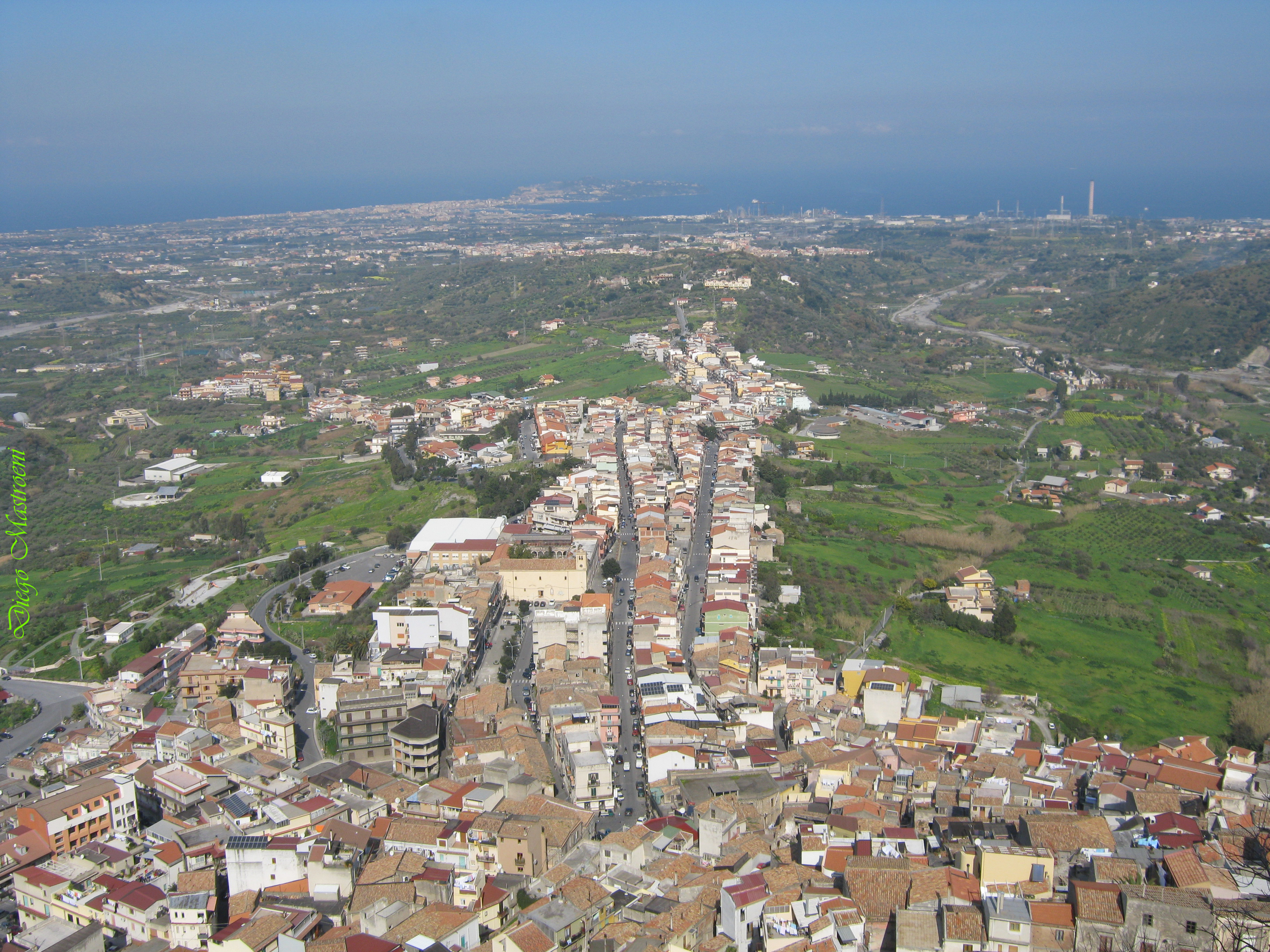
Panorama miejscowości

Według danych na rok 2004 gminę zamieszkiwało 4700 osób, 57,3 os./km².